# Karomia
Karomia es un género de plantas con flores con nueve especies pertenecientes a la familia de las lamiáceas, anteriormente se encontraba en las verbenáceas.
Es nativo de Kenia, Sur de África, Madagascar e Indochina.

## Especies
- Karomia fragrans Dop (1932).
- Karomia gigas (Faden) Verdc. (1992).
- Karomia humbertii (Moldenke) R.Fern. (1985 publ. 1988).
- Karomia macrocalyx (Baker) R.Fern. (1985 publ. 1988).
- Karomia madagascariensis (Moldenke) R.Fern. (1985 publ. 1988).
- Karomia microphylla (Moldenke) R.Fern. (1985 publ. 1988).
- Karomia mira (Moldenke) R.Fern. (1985 publ. 1988).
- Karomia speciosa (Hutch. & Corbishley) R.Fern. (1985 publ. 1988).
- Karomia tettensis (Klotzsch) R.Fern. (1985 publ. 1988).